# Muntiacus gongshanensis
Il muntjak dei Gongshan (Muntiacus gongshanensis Ma in Ma, Wang e Shi, 1990) è una specie di muntjak scoperta recentemente da alcuni studiosi cinesi; come indica il nome, vive sui Monti Gongshan, una catena montuosa situata al confine tra lo Yunnan nord-occidentale, il Tibet sud-orientale e il Myanmar settentrionale. Recentemente, studi genetici hanno dimostrato che questa specie è strettamente imparentata con il muntjak nero (M. nigrifrons); alcuni studiosi hanno perfino ipotizzato che entrambe siano due diverse forme cromatiche di un'unica specie. Il maggior pericolo per la sopravvivenza del muntjak dei Gongshan è la continua caccia da parte dell'uomo.

## Descrizione
Il muntjak dei Gongshan misura 100 cm di lunghezza e 50 cm di altezza. È un animale aggraziato, di colore nero-rossiccio con il sottocoda grigio-biancastro e un ciuffo arancio sulla fronte. Come tutti i muntjak, presenta ghiandole lacrimali molto sviluppate.

## Distribuzione e habitat
L'areale del muntjak dei Gongshan ricopre le foreste di latifoglie d'alta quota del Myanmar settentrionale, del Tibet sud-orientale e dello Yunnan occidentale.
Per vari anni successivi alla sua scoperta, avvenuta nel 1990, questa specie venne però considerata endemica della Cina, malgrado già da molti anni vi fossero voci riguardanti la presenza di muntjak dal mantello scuro (considerati erroneamente M. crinifrons) nel nord-est del Myanmar (in vicinanza del confine con la Cina). Una spedizione del 1938 effettuata nell'area, però, non riuscì a dimostrarne l'esistenza, e fu solo nel 1997 che due spedizioni riuscirono a riportare prove che questi muntjak vivessero davvero nel Myanmar nord-orientale. La prima di queste riuscì a raccogliere qualche dozzina di pelli e palchi di esemplari uccisi da cacciatori locali, mentre la seconda si impadronì perfino di oltre 50 pelli. In un primo periodo, gli studiosi pensarono di aver davvero a che fare con una popolazione occidentale di M. crinifrons, ma dopo le analisi del DNA fu scoperto che si trattava in verità di M. gongshanensis.
Recentemente, la presenza del muntjak dei Gongshan è stata confermata anche nell'Arunachal Pradesh, uno Stato dell'India nord-orientale. Così come per gli esemplari trovati in Myanmar, anche in questo caso venne ritenuto in un primo momento che gli esemplari immortalati dalle trappole fotografiche fossero muntjak neri, ma la vicinanza con l'areale del muntjak dei Gongshan ha indicato che probabilmente sono individui di quest'ultima specie.

## Biologia
Non si conosce nulla delle abitudini di questa specie montana di muntjak. Nelle regioni sud-orientali del Tibet condivide l'areale con il muntjak indiano (M. vaginalis), ma quest'ultimo vive ad altitudini inferiori.